# Horton-cum-Studley
Horton-cum-Studley – wieś w Anglii, w hrabstwie Oxfordshire, w dystrykcie Cherwell. Leży 11 km na północny wschód od Oksfordu i 77 km na północny zachód od Londynu. W 2001 miejscowość liczyła 454 mieszkańców.